# کنت مونت کریستو (فیلم ۱۹۳۴)
کنتِ مونت کریستو (انگلیسی: The Count of Monte Cristo) یک فیلم درام به کارگردانی رولند وی. لی و ادوارد اسمال است که در سال ۱۹۳۴ منتشر شد. از بازیگران آن می‌توان به رابرت دونات، الیسا لندی، لوئیس کالهرن، لایونل بلمور و لوئیس آلبرنی اشاره کرد. این فیلم اقتباسی از رمان کنت دو مونت-کریستو اثر الکساندر دوما است.